# Гавраилово
Гавраилово (болг. Гавраилово) — село в Болгарии. Находится в Сливенской области, входит в общину Сливен. Население составляет 1 190 человека.

## Политическая ситуация
В местном кметстве Гавраилово, в состав которого входит Гавраилово, должность кмета (старосты) исполняет Димитр Андонов Андреев (ГЕРБ) по результатам выборов.
Кмет (мэр) общины Сливен — Стефан Николов Радев (ГЕРБ) по результатам выборов.